# Interiorismus
Als Interiorismus bezeichnet die Christliche Theologie eine Verhältnisbestimmung der christlichen Botschaft zu den nichtchristlichen Religionen, die sich von den üblichen Modellen des Exklusivismus, des Inklusivismus und des Pluralismus unterscheidet.
Der Interiorismus stellt also kein viertes Klassifikationsmodell innerhalb des Vorverständnisses der üblichen drei Modelle dar, sondern will jenseits dieses religiösen Vorverständnisses das christliche Verstehen der nichtchristlichen Religionen zur Geltung bringen. Im Interiorismus wird sowohl eine Haltung der Superiorität anderen Religionen gegenüber vermieden, als auch eine Relativierung des eigenen religiösen Wahrheitsanspruchs. Der christliche Interiorismus erkennt damit auch anderen Religionen nicht nur partielle, sondern ebenso unüberbietbare Wahrheit zu. Sein methodischer Ausgangspunkt ist die radikale Problematisierung des Offenbarungsbegriffs aufgrund der philosophischen Einsicht in die Einseitigkeit der realen Relation alles Geschaffenen auf Gott (Thomas von Aquin, Peter Knauer). Auf dieses Problem antwortet die christliche Botschaft mit ihrem trinitarischen Gottesverständnis. Allein unter Voraussetzung dieses Gottesverständnisses lässt sich – so die Vertreter des Interiorismus – eine reale Relation Gottes auf das Geschaffene aussagen. Erst so bekomme der Begriff „Wort Gottes“ einen überhaupt verstehbaren Sinn. Sodann ist das kanonische Verhältnis des Neuen zum Alten Testament in interioristischer Sicht das theologische Paradigma für das Verhältnis des Christentums auch zu anderen nichtchristlichen Religionen, weil das Christentum als einzige religiöse Botschaft auf das in der Einseitigkeit der Relation des Geschaffenen auf Gott begründete Problem der Offenbarung eine Antwort geben könne.